# 로베르트 발저

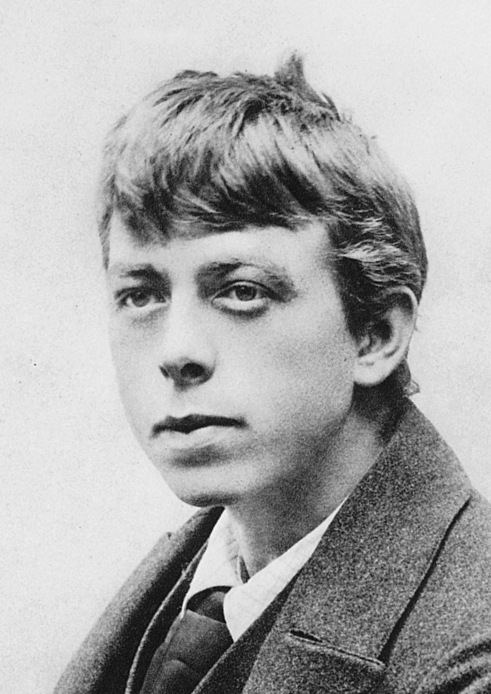
로베르트 발저

로베르트 발저(영어: Robert Walser, 1878년 4월 15일 ~ 1956년 12월 25일)는 스위스의 작가이다.

## 생애
1878년 스위스의 빌에서 제본가인 아돌프 발저와 엘리자베트 발저의 여덟 남매중 일곱째로 태어나 독일어권 스위스와 프랑스어권 스위스의 경계인 빌에서 이중 언어 사용자로 성장한다. 경제적 어려움으로 예비 김나지움을 마치지 못하고 학업을 중단한 그는 어린 나이부터 연극에 매료되었다. 그가 가장 좋아한 작품은 실러의 <강도들>이었다. 1894년 어머니가 정신 질환으로 사망한다. 1892년부터 1895년까지 베른주 주립은행에서 견습으로 일한다. 1895년 형인 카를이 있는 독일의 슈투트가르트로 가서 유니온 독일 출판사의 광고부에서 서기로 일하며 어린시절부터의 꿈인 배우의 길을 모색하나, 결국 성공하지 못한채 걸어서 스위스로 돌아온다. 이후 빈번히 옮겨다니는 직장에서 불규칙적이긴 하나 주로 사무원이나 서기로 일한다. 이러한 경험을 살린 글쓰기로 인해, 그는 하인이나 종업원의 관점을 문학에 도입한 최초의 독일어권 작가로 평가받는다. 1989년, 베른의 신문 분트 지에 그의 시 여섯편이 실리고, 그에 주목한 프란츠 블라이의 주선으로 뮌헨 거점의 문학 잡지 <섬>을 중심으로 한 작가들에게 소개된다. <섬>에 시와 산문 등의 작품을 발표한다. 1903년 발명가이자 엔지니어인 카를 두블러의 조수로 일하게 되고, 이 경험은 나중에 그의 장편소설 <조수>(1908)의 소재가 된다. 1904년 발저의 첫번째 책 <프리츠 코헤르의 작문집>이 인젤출판사에서 출간된다. 1905년 베를린에서 하인 과정을 수료한 후 그해 가을 오버슐레지엔 지방의 담브라우 성에 몇 달간 하인으로 고용된다. 이 때의 하인 경험은 특히 장편소설 <야콥 폰 군텐>(1909)에서 두드러지게 반영된다. 이듬해 다시 베를린의 형 카를에게 돌아간다. 화가이자 도서디자이너, 무대미술가로 활동하던 카를은 그를 베를린의 문학가들에게 연결시켜 준다. 베를린에서 그는 6주만에 장편소설 <탄너가의 남매들>을 집필하여 1907년 발표한다. 1908년에는 두번째 장편 <조수>가 출간되고 1909년에는 <야콥 폰 군텐>이 나온다. 이 시기에 장편뿐 아니라 여러 산문과 잡지에 산문들도 발표하고 큰 호평을 받는다. 로베르트 무질과 쿠르트 투홀스키가 발저의 작품을 칭찬했으며 헤르만 헤세, 프란츠 카프카는 자신들이 발저의 애독자임을 밝힌다. 1913년 스위스로 돌아와 처음에는 벨렐라이에 사는 누이 리자의 집에, 그리고 이어서 빌의 아버지 집에 머물다가 <푸른 십자가> 호텔의 다락방으로 이사하여 1920년까지 거주한다. 1차 대전이 발발하고 발저도 군에 징집된다. 1916년 정신질환을 앓던 그의 형 에른스트가 발다우의 정신병원에서 사망하고 1919년에는 베른의 지리학 교수이던 형 헤르만이 자살한다. 전쟁으로 인해 독일 문학가들과도 연결이 단절된 이 시기, 발저는 고립된 생활로 빠져든다. 그동안 발표한 산문작품들이 책으로 출간된다. <작문들>(1913), <이야기들> (1914) <작은 문학>(1915), <산문집> (1917) <짧은 산문>1917 <시인의 삶>(1917) <산책>(1917) <코메디>(1919), <물의 나라>(1920). <작은 문학>으로 „라인란트 지방 작가를 위한 여성연합회 상“을 받는다. 이미 예전부터 산책을 즐겨하던 발저지만, 이 시기에 규칙적으로 오랜 시간, 심지어는 밤에도 매우 긴 도보여행을 하게 된다. 1921년 베른으로 이사하여 몇 달동안 국립 기록보관소의 보조로 일한다. 이 시기에 장편 <테오도르>를 집필. 이 작품은 현재 남아있지 않다. 베른에서 발저는 외부와 차단된 채 은둔에 가까운 생활을 하며 12년 동안 16번이나 이사를 한다. 1929년 한동안 공황과 환각증세에 시달리던 발저는 발다우의 정신병원에 입원한다. 몇주 뒤 상태가 호전되자 다시 글을 발표하지만, 이전에 비하면 크게 더딘 속도이다. 이 시기에 그는 점점 더 작은 크기의 필기체로 글을 썼는데, 마지막에는 한 활자의 높이가 1 밀리미터 미만까지 줄어들었고 이것은 „마이크로그람“이라고 불리게된다. 하지만 1933년 헤리자우의 정신병원으로 이송된 후 그는 글쓰기를 멈추었고, 다른 환자들과 마찬가지로 종이봉투 접는 일을 하며 여생을 보낸다. 1935년, 스위스 작가인 카를 젤리히는 헤라자우의 발저에게 편지를 쓴다. 사람들의 기억에서 이미 거의 잊힌 발저의 작품을 새로이 출간하기 위해서이다. 견직물기업가의 아들인 젤리히는 물려받은 유산 덕분에 오직 문학에만 몰두하는 삶이 가능한 입장이었고 헤르만 헤세, 슈테판 츠바이크, 로맹 롤랑 등과 친구관계였다. 그리고 이듬해 7월, 젤리히는 직접 헤리자우를 찾아가 처음으로 발저와 만나고, 발저의 산문 선집 <위대한 작은 세계>를 출간한다. 그리고 헤르만 헤세나 토마스 만 등의 유명 작가들의 서평도 받아낸다. 또한 발저가 극심하게 비관적인 경제상황에 놓인것을 알고는 여러 단체와 문화 재단에서 지원금을 받을 수 있도록 주선한다. 발저의 형 카를(1943)과 누이 리자(1944)의 사망 이후 젤리히는 발저의 후견인이 된다. 이 시기 발저는 괴팍한 성향이긴 했으나 이미 한참 전부터 병증은 나타나지 않았는데, 그래도 퇴원을 거부하고 있었다. 나중에 젤리히는 그들의 만남을 기록한 <로베르트 발저와의 산책>(1957)을 출간한다. 발저는 열광적이고 고독한 산책자였다. 1956년 12월 25일, 그는 홀로 나선 산책 중에 눈 위에서 죽은 채로 발견된다. 발저의 죽음은 그 자신의 산문 <크리스마스 이야기>에 묘사된, 쓸쓸하고 외로운 한 남자의 마지막 암시와 겹쳐진다.
```
"축제 기간에는 사방에서 웃음이 넘쳐난다. 하지만 눈물 또한 분명 그만큼 흘렀을 것이다. 아픔이 쉽사리 가슴으로 스며들고, 지나가버린 아름다운 한때를 회상하며, 상처가 입을 벌리기 때문이다. 이제 나의 즐거운 기분은 모두 지나가버리고 그 자리에서 고통이 마법처럼 피어오른다. 그리고 그것이야 말로, 마음속 깊은 곳의 진짜 얼굴이다. 신이여, 우리의 운명은 당신의 것입니다. 원하는 대로 하십시오. 당신의 결정은 모두 홀륭하고 옳을 뿐입니다."
[
1
]
```

## 작품
발저의 작품 세계를 체계적으로 조망하기란 쉽지 않다. 워낙 여러 매체에 짧은 산문들을 산발적으로 발표했고 또 여타 작가들과는 달리 일기나 자서전 등 자기 자신의 기록을 남기지 않았으며, 현재까지도 새로이 발견되는 편지 자료 등을 통해서 발저 연구에 지속적인 보완이 진행되었기 때문이다. 그래서 연구자들은 빈번하게 바뀌었던 그의 거주지에 기반하여 발저의 작품 세대를 구분하게 되었다. 주로 유겐트스틸과 유미주의의 영향을 받은 초기(1898-1905), 비교적 사실주의적이며 현존하는 그의 모든 장편이 쓰인 베를린 시대(1905-1913), 표면적으로나마 스위스적인 주제가 부각되는 빌 시대(1913-1920), 그리고 점점 더 추상적이고 은둔의 분위기가 짙어지는 베른 시대(1921-1933). 1933년 이후로는 작품을 거의 쓰지 않았으며, 간간히 쓰던 편지도 1949년 이후로는 완전히 중단했다.

### 초기(1898-1905)
발저의 시가 최초로 발표된 것은 1989년 <존탁스블라트 데스 분데스Sonntagsblatt des Bundes >이다. 이 시기 발저는 무척 왕성하게 시와 산문, 희곡을 집필하고 발표했으며 그중 상당수의 시가 베를린 시대에 출간된 시집에 포함되었다. 발저는 일생에 걸쳐 산문을 썼지만, 그의 시작 기간은 초기인 1898-1905, 빌 시대 마지막인 1919-1920, 그리고 베른 시대1924-1931로 국한된다. 1904년에는 발저의 첫 책 <프리츠 코헤르의 작문집>이 인젤 출판사에서 나온다. 원래 발저는 이 작문집을 시와 희곡편을 포함하여 모두 3권의 시리즈로 구상했다. 책이 나오자 평가는 호의적이었으나 판매는 매우 부진했다. 책은 시장에서 사라졌고 후속 시리즈는 출간되지 않았다. 그의 초기 작품세계에서 이미 „아래“로부터의 시각(하급 사무직원, 점원의 눈으로 바라보는 문학)이 나타나고, 평론가들은 그것에서 „근로자 문학“의 탄생을 발견한다.

### 베를린 시대 (1905-1913)
베를린 시대의 초기에도 왕성한 집필은 계속된다. 1906년-1909년 사이 발저의 세 장편 <탄너가의 남매들>, <조수>, 그리고 <야콥 폰 군텐>이 발표된다. 세 작품 모두 브루노 카시러 출판사의 편집자인 모르겐슈타인은 그의 첫 장편 <탄너가의 남매들>을 읽고 감동하여 그 작품을 도스토옙스키의 <카라마조프의 형제들>과 비교한다. 장편 이외에도 이 시기 발저는 많은 신문과 잡지에 산문을 발표한다. 베를린은 발저의 문학세계에서 '현대적 대도시'의 한 모티브가 된다. 발저는 형 카를의 도움으로 베를린 문화예술계의 영향력있는 이들과 교류하게 되지만, 고상하고 부유한 이 세계는 발저의 본성과는 맞지 않았다. 그의 글은 '상승하는 시민계급의 정체성 갈망'과 같은 요소를 갖고 있지 않았으며, 그보다는 사회 하층부 별볼일없는 게으름뱅이의 눈으로 바라본 빌헬름 시대의 베를린 풍경에 가까왔다. 하지만 그로 인해 발저 자신은 점점 더 강하게 사회적으로 그리고 문학적으로 아웃사이더의 위치로 밀려난다. 권위와 영향력을 갖춘 사람들에 대한 발저의 미묘한 반감은, 시간이 갈수록 그의 글에서 더욱 뚜렷해진다.
```
"자신이 남들보다 더 훌륭하다고, 뭘 모르는 착각에 빠져있는 사람들이라니. 자기가 유식하다고 믿는 바보들, 한껏 치켜든 코를 잔뜩 찌푸린채 인상을 쓰고 돌아다닌다. 불쌍한 사람들. 교만이 얼마나 무식하고 한심한지를 저들이 안다면. 자기 자신도 제대로 판단할 능력이 없다니, 얼마나 엉망으로 교육받았으면 저럴 수 있단 말인가.“
[
3
]
```

베를린 시대에는 위와 같은 비판뿐 아니라 대도시, 극장, 연극, 산보, 자연, 일상의 관찰 등이 글의 주제가 된다.

### 빌 시대(1913-1921)
1913년 발저는 스위스로 돌아온다. 그에게 이 귀향은 문단이라는 집단을 떠나 개인으로의 회귀를 의미했다. 이제 그에게 영감을 주는 것은 자연 속에서의 기나긴 산책이다. 장소의 이동은 그의 글 내용과 스타일에도 변화를 가져온다. 대도시의 주제가 사라지고 목가적인 풍경이 자리잡는다. 하지만 이 풍경에는 도래할 위기와 상실의 예감이 드리워있다. 1914년 1차 대전이 발발하자, 불안은 더욱 증폭된다. 빌 시대는 발저의 생에서 성공적인 시기에 해당한다. 긴 글은 <산책>(1917) 한 편뿐이지만 산문집이 여러 권이나 출간되었다. 대다수는 이미 이십여종의 신문 잡지에 이미 발표한 것이지만 단 한권 <산문집>에는 미발표 작품이 수록되었다. 단편 <산책>(1917)은 처음에 후버 출판사의 스위스 단편 시리즈로 나왔다가, 이후 상당 부분 수정을 거쳐 1920년 산문집 <물의 나라>에 재수록된다.

### 베른 시대(1921-1931)
1921년부터 발저는 베른에 거주한다. 베른은 발저의 창작활동이 가장 왕성했던 시기에 속하며 특히 1924-1926년 사이에는 매일 글을 썼고 프라하, 베를린, 프랑크푸르트의 주요 일간지에 발표했다. 그는 신문 문화면에 가장 자주 등장하는 작가 중 하나였다. 베른 시대 산문의 특징은 “일상의 서술, 파편적 인상, 기억의 입자, 사색과 자기성찰을 만화경처럼 미세하게 펼쳐보이는 것이다. 어떨 때는 하나하나씩 나열하고 어떨 때는 경험이라는 무대장치속에 끼워넣는 식으로“.역시 이 시기 그의 언어와 사유에서 관찰되는 변화로는 „무엇“에서 „어떻게“로의 이동이 있다. 글쓰기 자체 그리고 작가로서의 어려움에 대해서 자주 쓰고 있으며, 글의 스타일 역시 더욱 밀도 높고 급진적으로 변했다. 늦어도 1924년부터 그는 „마이크로그람“(읽기 힘들 정도로 극히 작은 연필 글씨)“을 쓰기 시작했는데, 그것들은 시와 산문의 초고, 장면 스케치, 그리고 장편소설(<강도>) 하나였다. 이미 1917년부터 그는 2 단계의 작업방식을 채택하고 있다고 스스로 밝힌바 있는데, 초고는 연필로 쓰고 이후 정서할 때 잉크를 사용한다는 것이다. 이중에서 극히 일부만이 펜으로 정서되어 신문사에 보내졌는데, 이들 텍스트는 언어유희를 포함한 발저의 개성강한 스타일이 최대로 발휘되어 더욱 난해하고 추상적이다. 이 시기 발저의 작품은 가볍고 단순한 읽을거리부터 난해하고 암시적인 몽따주 기법까지 다양한 층위를 이룬다. 베른에서 상당히 많은 작품을 썼음에도 불구하고, 그는 한 단 군데의 출판사에서 부피가 작은 책을 한권 출간했을 뿐이다. 이 산문집 <장미> (1925)는 발저 자신이 직접 묶은 마지막 책이다. 그 이외에 알려지지 않은채로 남은 마이크로그람 작품들은, 이후 1985년-2000년 사이 베른하르트 에히테와 베르너 모를랑이 해독하여 6권으로 발행한다. 그에 앞서 1972년에는 요헨 그레펜과 마르틴 유르겐스가 장편 <강도>와 스케치 <펠릭스>를 해독해 출간했다.
발저는 1929년부터 발다우 정신병원에서 글쓰기를 계속하지만, 헤리자우로 옮긴 다음부터는 더 이상 문학작품을 쓰지 않았다.

## 평가
현재는 스위스를 대표하는 작가로 의심의 여지가 없지만, 생전에 발저는 문학사에 보기 드물 정도로 스스로를 „작게“ 만들었던 작가이다. 가난한 집안 출신으로 학력마저 보잘 것 없었던 그는 점원과 서기 등의 직업을 전전했으며, 실제로 슐레지엔 지방의 성에서 하인으로 일하기도 했다. 어디에도 정착하지 못했고 집도 고정적인 거주지 없었고, 단 한점의 가구도, 심지어는 자신이 쓴 책도 갖고 있지 않았으며, 글을 쓰는 종이조차도 재활용품이었다. 그는 물질뿐만 아니라 인간들과도 멀었다. 발저는 초기에 잡지 <인젤>관련자들과 교류하던 시기를 제외하고는 단 한번도 어떤 문학단체에 속하거나 문인들과 그룹을 이루거나 경향을 공유한 적이 없었다. 그는 여러 고독한 시인들 중에서도 타인들과의 교류가 가장 희박한 케이스에 속했다. 최후에는 그가 쓰는 문자까지도, 마치 자신의 문학을 사라지게 만들려는 듯이, „마이크로그람“으로 작아졌다. 발저는 일차 대전 발발 이전 그리고 이후 20년대까지도 많은 글을 발표하고 좋은 평가를 받았으며 책도 연이어 출간할 수 있었다. 하지만 그의 글이 주로 실린 것은 잡문으로 분류되는 신문 문예란이었고, 책으로 묶여 나온 작품들도 많이 팔린 것은 아니었다. 게다가 전쟁이 끝난 후 종이의 부족, 인플레이션, 경제위기 등이 닥치자 그는 빠른 속도로 잊히게 된다. 카를 젤리히 에디션이 출간된 다음에도 스위스에서만 주목을 받았을 뿐 이 상황은 크게 달라지지 않았다. 크리스티안 모르겐슈테른, 로베르트 무질, 쿠르트 투홀스키, 프란츠 카프카, 발터 벤야민과 헤르만 헤세의 사랑을 받았음에도 불구하고 로베르트 발저의 재발견이 광범위하게 이루어진 것은 1970년대에 들어와서의 일이다. 그런 이후에 그의 대부분의 원고와 후기의 스케치들이 출간되어 독자들에게 알려졌다. 현 시대의 다양한 작가들, 마르틴 발저, 페터 빅셀, 로어 볼프, 페터 한트케, 엘프리데 옐리네크, W. G. 제발트, 막스 골트 등이 발저의 영향을 받은 것으로 알려져 있다.
초기의 발저 발견자 가운데 한명인 발터 벤야민은 다음과 같이 썼다.
```
“로베르트 발저의 글은 여기저기서 읽을 수 있다. 그러나 그에 관한 글은 아무데서도 읽을 수 없다…….. 우리는 기준 이상으로 능숙하게 잘 다듬어진, 계획과 의도를 완비한 예술 작품에서 스타일의 신비를 발견하는 일에 익숙해진 독자이다. 그런데 갑작스레 최소한 겉보기에는 아무런 계획도 의도도 없어 보이고, 그런데도 사람을 꼼짝 못하게 할 만큼 매혹이 무성한 야생의 언어와 마주치게 되었다. 거기다 더해서, 문장이 저절로 앞으로 가도록 내버려두는 방치의 언어가 아닌가. 그 안에는 우아함에서부터 통렬한 비꼼까지, 모든 형태가 풍부하게 들어있다. 아마도 특별한 의도 없이 그냥 쓴 걸 거야, 하고 독자는 생각했다. 정말 그런건지 아닌지 종종 논쟁이 일어나기도 했다. 하지만 자신은 작품을 쓴 후 단 한 줄도 고치지 않았다는 발저 자신의 고백을 생각하면, 그런 논쟁은 전부 아무 의미가 없다는 걸 알 수 있다. 발저의 고백을 어휘 그대로 사실로 믿을 필요는 없지만, 그 말을 염두에 둔 독서도 나쁘지 않다. 다음과 같이 이해하면 독자의 마음이 좀 안정될 것이다. 일단 쓰고, 이미 쓴 것을 결코 고치지 않는 글쓰기는, 최대의 무의도성과 최고의 의도성이 서로 완벽하게 침투하는 과정이라고.”
[
8
]
```

## 로베르트 발저 센터 (Robert Walser-Zentrum)
1967년 로베르트 발저의 누이 파니 헤기-발저는, 1966년 엘리오 프뢸리히 박사가 창립한 취리히의 카를 젤리히 재단에 갖고 있던 유물을 양도한다. 모든 자료를 앞으로 건립될 로베르트 발저 아카이브에 보관하여 관리하고 연구자들에게 공개한다는 조건이었다. 카를 젤리히 재단의 주도로 1973년 아카이브가 설립되었고, 1996년에는 로베르트 발저 협회가 발족했다. 카를 젤리히 재단은 2004년 „로베르트 발저 재단 취리히“로 이름이 바뀌었다.(2009년부터는 „로베르트 발저 재단 베른“) 이후 재정적인 어려움 때문에 2009년 베른으로 이주하였고, “로베르트 발저 아카이브”를 중심으로 하는 „로베르트 발저 센터“를 열었다.
로베르트 발저 센터는 로베르트 발저와 카를 젤리히의 작품, 원고, 편지, 전기 자료 등을 보존, 조사, 연구하는 공공시설이다. 시설의 자료는 연구자나 전문가뿐 아니라 일반인에게도 공개된다. 2009년부터는 특히 중요한 원고들(마이크로그람 포함)은 베른 소재 스위스 국립 도서관의 스위스 문학 아카이브에 보관되고 있지만 재단 소유인 것은 변함이 없다. 그밖에도 아카이브는 로베르트 발저의 형제자매들과 카를 젤리히의 유품 일부, 발저 연구자인 안네 가브리쉬, 요헨 그레펜, 베르너 모를랑이 남긴 자료도 보관하고 있다. 센터에는 로베르트 발저 아카이브 이외에도 로베르트 발저의 독일어 전체 출간물이 – 비문학작품까지도 포함 – 구할 수 있는 모든 번역서, 연구서와 함께 비치된 도서관이 있다. 센터의 홈페이지를 통하면 독일어와 영어로 도서관의 카탈로그를 검색할 수 있다. 또한 자유열람실 두개가 있으며 전시실에서는 매번 로베르트 발저와 관련하여 다양한 주제의 전시가 열린다. 센터는 작품과 연구서적을 출간하고 회의와 워크샾, 전시와 행사를 주최한다. 특히 번역의 지원에 중점을 두고 있다. 이런 기능의 수행을 위해 센터는 지역, 국내, 국외의 대학이나 학교, 극단, 박물관, 아카이브, 출판사, 문학의 집, 그리고 번역가들과 연계하여 특정 프로젝트와 과제를 진행한다. 발저의 고향인 빌에는 1978년 „로베르트 발저 재단 빌“이 설립되었고, 그곳에서 매년 „로베르트 발저 상“을 수여한다.

## 한국어 번역
로베르트 발저가 한국에 최초로 번역 소개된 것은 2003년 <프리츠 코헤르의 작문>이다. 그리고 2004년 스위스의 그래픽 디자이너 케티 벤트가 로베르트 발저의 산문 <램프 종이 그리고 장갑> 일부를 발췌하여 싣고 그림을 그린 그림책 <정말로 믿기 어려운 이야기>가 출간되었다. 그러나 독자들에게 로베르트 발저를 각인시킨 것은 2009년 문학동네 세계문학전집으로 나온 장편소설 <벤야민타 하인학교> (원제 야콥 폰 군텐)이다. 독자들은 처음 보는, 이상하지만 흥미로운 작가에 주목하게 된다. 2016년 단편 모음집 <산책>(쏜살문고, 민음사)이, 그리고 이듬해 단편 모음집 <산책자>(한겨레출판)가 출간된다. 2017년에는 장편 <타너가의 남매들> (지만지), 2018 단편모음집 <세상의 끝> (문학판)이 나온다.

### 발저의 문장
```
"아침의 꿈과 저녁의 꿈, 빛과 밤. 달, 태양, 그리고 별. 낮의 장밋빛 광선과 밤의 희미한 빛. 시와 분. 한 주와 한 해 전체. 얼마나 자주 나는 내 영혼의 은밀한 벗인 달을 올려다보았던가. 별들은 내 다정한 동료들. 창백하고 차가운 안개의 세상으로 황금의 태양빛이 비쳐들 때, 나는 얼마나 크나큰 기쁨에 떨었던가. 자연은 나의 정원이고 내 열정, 내 사랑이었다. 내 눈에 들어오는 것은 모두 나에게 속하게 되니, 숲과 들판, 나무와 길들. 하늘을 올려다볼 때, 나는 왕자와도 같았다. 하지만 그중에서도 가장 아름다운건 저녁이었다. 나에게 저녁은 동화였고, 천상의 암흑을 가진 밤은 달콤하면서도 불투명한 비밀에 감싸인 마법의 성이었다. 종종 어느 가난한 남자가 뜯는 하프의 현이, 영혼을 울리는 소리로 밤을 관통하곤 했다. 나는 그 소리에 귀 기울이고 또 귀 기울였다. 모든 것이 좋았고, 옳고, 아름다웠다. 세계는 온통 이루 형용할 수 없게 장엄하고도 유쾌했다. 그러나 음악 없이도 나는 유쾌했다. 나는 시간에게 현혹당하는 느낌이었다. 사랑하는 사람과 하듯이 시간에게 말을 걸었고, 시간도 나에게 말을 걸어온다고 생각했다. 시간이 얼굴을 가진 것처럼 한참 쳐다보았고, 시간 역시 묘하게 다정한 눈동자로 나를 말없이 물끄러미 바라보고 있다는 느낌을 받았다. 어떨 때 나는 마치 물에 빠져 죽은 사람과 같았다. 그만큼 고요하고, 소리없고, 말없이, 나는 그냥 살았다. 나는 주변의 모든 사물과 친밀한 관계를 맺었으나, 사람들은 아무도 그것을 알아차리지 못했다. 그 누구도 생각하려고 애쓰지 않는 것을, 나는 하루 온종일 생각했다. 그러나 얼마나 감미로운 생각이었는지. 아주 드물게 슬픔이 나를 방문했다. 때때로 보이지 않는 무모한 댄서처럼 구석진 내 방 안으로 불쑥 뛰어들어오는 바람에, 내 웃음이 터진적도 있었다. 나는 아무도 아프게 하지 않았고, 나를 아프게 하는 사람 역시 아무도 없었다. 나는 참으로 멋지게, 그리고 보기 좋게, 옆으로 비껴나 있었다."
[
9
]
```

## 작품 목록
독일어 전집
- Walser, Robert: Werke. Berner Ausgabe. Hg. v. Lucas Marco Gisi, Reto Sorg, Peter Stocker u. Peter Utz. Suhrkamp, Berlin seit 2018ff. (=BA)
- Walser, Robert: Kritische Robert Walser-Ausgabe. Kritische Ausgabe sämtlicher Drucke und Manuskripte. Hg. v. Wolfram Groddeck, Barbara von Reibnitz u.a.. Stroemfeld, Schwabe, Basel, Frankfurt am Main 2008ff. (=KWA).
- Walser, Robert: Aus dem Bleistiftgebiet. Hg. v. Bernhard Echte u. Werner Morlang i. A. des Robert Walser-Archivs der Carl Seelig-Stiftung, Zürich. Suhrkamp, Frankfurt am Main 1985–2000 (=AdB).
- Walser, Robert: Sämtliche Werke in Einzelausgaben. 20 Bde. Hg. v. Jochen Greven. Suhrkamp, Zürich, Frankfurt am Main 1985-1986 (=SW).

한국어 번역본
- 로베르트 발저, <프리츠 코헤르의 작문>( 박신자 역, 이유, 2003년)
- 로베르트 발저, 케티 벤트 <정말로 믿기 어려운 이야기>(조국현 역, 한길사, 2004년)
- 로베르트 발저, <벤야민타 하인학교> 야콥 폰 군텐 이야기(홍길표 역, 문학동네 세계문학전집 16, 문학동네, 2010년)
- 로베르트 발저, <산책> 로베르트 발저 작품집(박광자 역, 쏜살문고, 2016년)
- 로베르트 발저, <산책자> 로베르트 발저 작품집(배수아 역, 한겨레출판, 2017년)
- 로베르트 발저, <타너가의 남매들> 지만지소설선집(김윤미 역, 지만지, 2017년)
- 로베르트 발저, <세상의 끝> 로베르트 발저 산문.단편선집 (임홍배 역, 문학판, 2017년)